# David Hunt (polityk)
David James Fletcher Hunt, baron Hunt of Wirral (ur. 21 maja 1942 w Liverpoolu) – brytyjski polityk i członek Partii Konserwatywnej, minister w rządach Margaret Thatcher i Johna Majora.

## Życiorys
Wykształcenie odebrał w Liverpool College, na uniwersytecie w Montpellier oraz na uniwersytecie w Bristolu, gdzie w 1965 r. uzyskał tytuł bakałarza nauk prawnych (LLB). W Izbie Gmin zasiadał od 1976 r., kiedy wygrał wybory uzupełniające w okręgu Wirral. Po likwidacji tego okręgu w 1983 r. przeniósł się do okręgu Wirral West.
W administracji Margaret Thatcher był lordem skarbu w latach 1983–1984, podsekretarzem stanu w Ministerstwie Energii w latach 1984–1987, skarbnikiem Dworu Królewskiego w latach 1987–1989 oraz ministrem stanu ds. samorządu lokalnego w latach 1989–1990. Na krótko przed swoją rezygnacją ze stanowiska, premier Thatcher mianowała Hunta ministrem ds. Walii. Na tym stanowisku pozostał do 1993 r. Następnie w latach 1993–1994 był ministrem zatrudnienia. W latach 1994–1995 był Kanclerzem Księstwa Lancaster. W 1995 r. powrócił na krótko na stanowisko ministra ds. Walii.
Miejsce w Izbie Gmin Hunt utracił po przegranych przez konserwatystów wyborach 1997 r. W tym samym roku został kreowany parem dożywotnim jako baron Hunt of Wirral. W latach 1996–2005 był starszym partnerem w firmie prawniczej Beachcroft Wansbroughs. Obecnie jest przewodniczącym sekcji finansowej firmy. Pracuje również dla KPMG. W 1973 r. został odznaczony Orderem Imperium Brytyjskiego V klasy (MBE). Jest również członkiem Tajnej Rady.